# Палла (литургия)

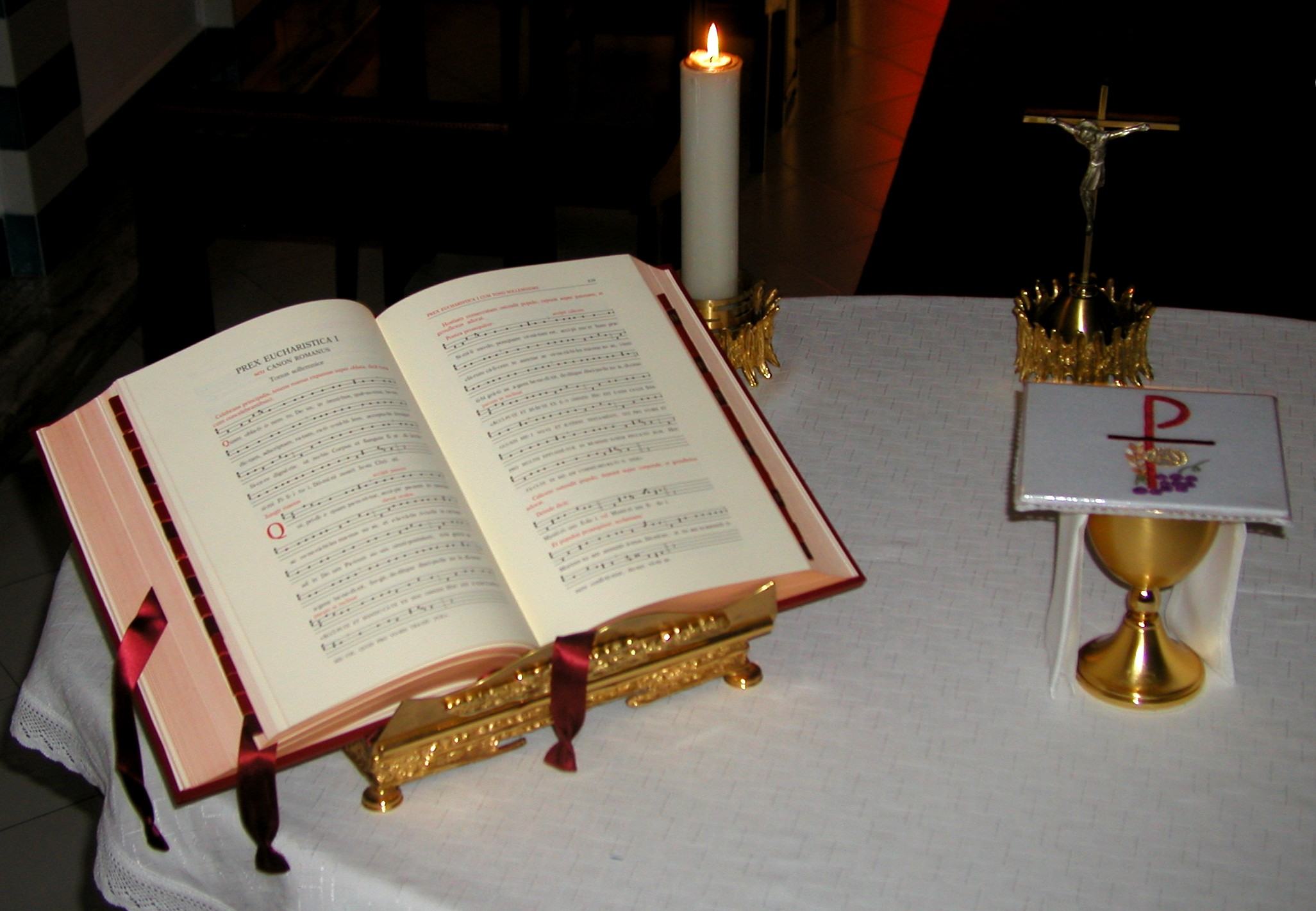
Чаша, накрытая палькой (справа)

Палла ― в западной литургической традиции небольшой покровец, изготовленый из твёрдого материала, покрытого тканью. Обычно белого цвета, часто с рисунком. 

## Богослужебное использование
Используется во время мессы для покрытия чаши, что бы предотвратить попадания в нее различных насекомых, которых привлекает вино. Во время евхаристического канона и преломления хлеба чаша открывается, а палла кладется на корпорал выше потира.
Аналогом в восточной традиции являются покровцы.